# Südliche Grashüpfermaus
Die Südliche Grashüpfermaus (Onychomys torridus) ist ein in Nord- und Mittelamerika lebendes Nagetier (Rodentia) aus der Familie der Wühler (Cricetidae).

## Merkmale
Die Südliche Grashüpfermaus erreicht eine Gesamtlänge von 120 bis zu 163 Millimetern, wovon der relativ kurze und dicke Schwanz etwa ein Drittel ausmacht. Ihr Fell ist an der Oberseite grau bis zimtfarben, die Unterseite ist weiß. Die basalen zwei Drittel des Schwanzes sind wie der Oberkörper gefärbt, die Unterseite und die Schwanzspitze sind jeweils weiß. Die Zahnformel lautet I1/1-C0/0-P0/0-M3/3. Die diploide Chromosomenzahl beträgt 48.

## Ähnliche Arten
Ähnliche Tiere aus der Gattung der Grashüpfermäuse (Onychomys) unterscheiden sich in erster Linie durch unterschiedliche Schädel- und Kieferstrukturen.

## Verbreitung und Lebensraum
Das Verbreitungsgebiet der Südlichen Grashüpfermaus erstreckt sich über den Westen und Südwesten der USA und den Norden Mexikos. Sie bewohnen in erster Linie heiße, trockene Täler sowie Buschwüsten, beispielsweise die Chihuahua-Wüste und die Sonora-Wüste. In ihren Biotopen ist Onychomys torridus nicht selten und wird demzufolge von der Weltnaturschutzorganisation IUCN als „Least Concern = nicht gefährdet“ klassifiziert.

## Lebensweise

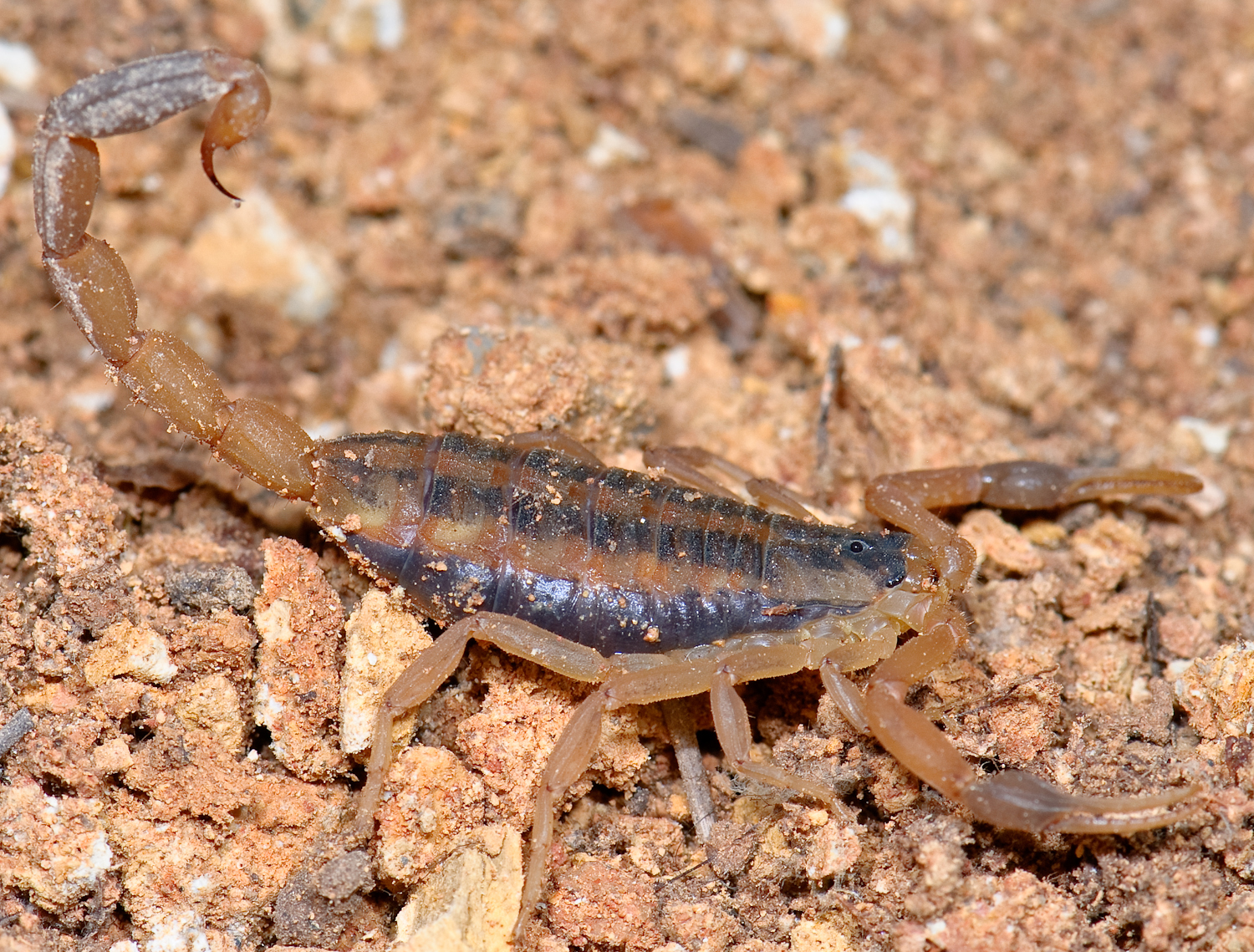
Arizona-Rindenskorpion, eine bevorzugte Nahrung

Die Südliche Grashüpfermaus lebt in kleinen Bauen, die in das Erdreich gegraben werden. Oft wurden diese Baue von anderen Nagetieren verlassen, zuweilen sogar mit Gewalt erobert. Sie zählt zu den aggressiven Prädatoren, was für Mäuse gemeinhin ungewöhnlich ist. Sie ist überwiegend nachtaktiv, das gesamte Jahr hindurch aktiv, zwar guter Kletterer, bewegt sich jedoch meist am Boden. Bevorzugte Beutetiere sind Grashüpfer (Gomphocerinae) und Skorpione (Scorpiones), im Besonderen der Arizona-Rindenskorpion (Centruroides vittatus). Die Maus ist in der Lage, die Wirkung des Skorpiongiftes weitestgehend zu neutralisieren. Dabei reagiert das Gift mit bestimmten von ihr gebildeten chemischen Verbindungen, die dann die Weiterleitung von Schmerzsignalen blockieren. So wird die Grashüpfermaus zwar nicht gegen das Skorpiongift selbst, aber gegen den Schmerz unempfindlich. Zum Nahrungsspektrum zählen außerdem Weißfußmäuse (Peromyscus), Seiden-Taschenmäuse (Perognathus), Kleinwühlmäuse (Microtus), Erntemäuse (Reithrodontomys) und selbst Vertreter ihrer eigenen Art. Ihre Beute tötet sie mit einem gezielten Biss in den Kopf. Pflanzliche Nahrung in Form von Beeren und Samen wird nur in geringer Menge vertilgt.
Die Südliche Grashüpfermaus lebt in der Regel einzeln und verteidigt ihr Territorium gegen Eindringlinge aggressiv. Sofern Männchen und Weibchen dennoch zusammen wohnen, wird oftmals einer der beiden Partner bei Nahrungsmangel getötet und gefressen. Ein ungewöhnliches Verhalten wird als „Heulen“ bezeichnet. Dabei erzeugen die Tiere einen lauten, durchdringenden Ton, der zwischen 0,7 und 1,2 Sekunden gehalten, mehrmals wiederholt wird und für das menschliche Ohr noch in einer Entfernung von bis zu 100 Metern hörbar ist. Sie stehen dabei aufrecht auf den Hinterbeinen und haben die Nase nach oben gestreckt. Offenbar dient dies als Warnung an Konkurrenten. Das Verhalten erinnert zuweilen an ein Miniatur-Wolfsgeheul.
Die Mäuse können sich das ganze Jahr über fortpflanzen, werfen jedoch überwiegend im späten Frühling und Sommer. Die Tragzeit beträgt 26 bis 35 Tage. Die Wurfgröße reicht von einem bis zu sechs Jungtieren, die bei der Geburt ca. 2,6 Gramm wiegen. Sie öffnen ihre Augen im Alter von zwei Wochen und werden bereits im Alter von drei Wochen entwöhnt.